# Carrara
Carrara este un oraș în provincia Massa-Carrara din regiunea Toscana, Italia, faimoasă pentru marmura sa de culoare albă, respectiv gri-albăstruie, ambele de o calitate deosebită. Orașul se găsește pe râul Carrione, la aproximativ 100 km vest-nord-vest de Florența.

## Istoric
Municipalitatea orașului Carrara a fost pentru prima dată acordată în 1235.
De-a lungul timpului, Carrara a fost condus de diferite orașe mult mai puternice, așa cum ar fi Pisa (1235), Lucca (1322), Genova (1329) și Milano (1343). După moartea lui Filippo Maria Visconti, ducele de Milano, în 1477 Carrara a trecut sub controlul lui Tommaso Campogregoso, ducele de Sarzana din familia Malaspina.
Orașele Carrara și Massa au format Ducatul de Massa și Carrara, care a fost o formațiune statală stabilă pentru patru secole, din secolul al XV-lea până în secolul al XIX-lea.

## Demografie
Carrara - evoluția demografică

|  | Graficele sunt indisponibile din cauza unor probleme tehnice. Mai multe informații se găsesc la Phabricator și la wiki-ul MediaWiki. |

Date: Recensăminte sau birourile de statistică - grafică realizată de Wikipedia

## Personalități născute aici
- Francesco Gabbani (n. 1982), cantautor.

## Galerie de imagini

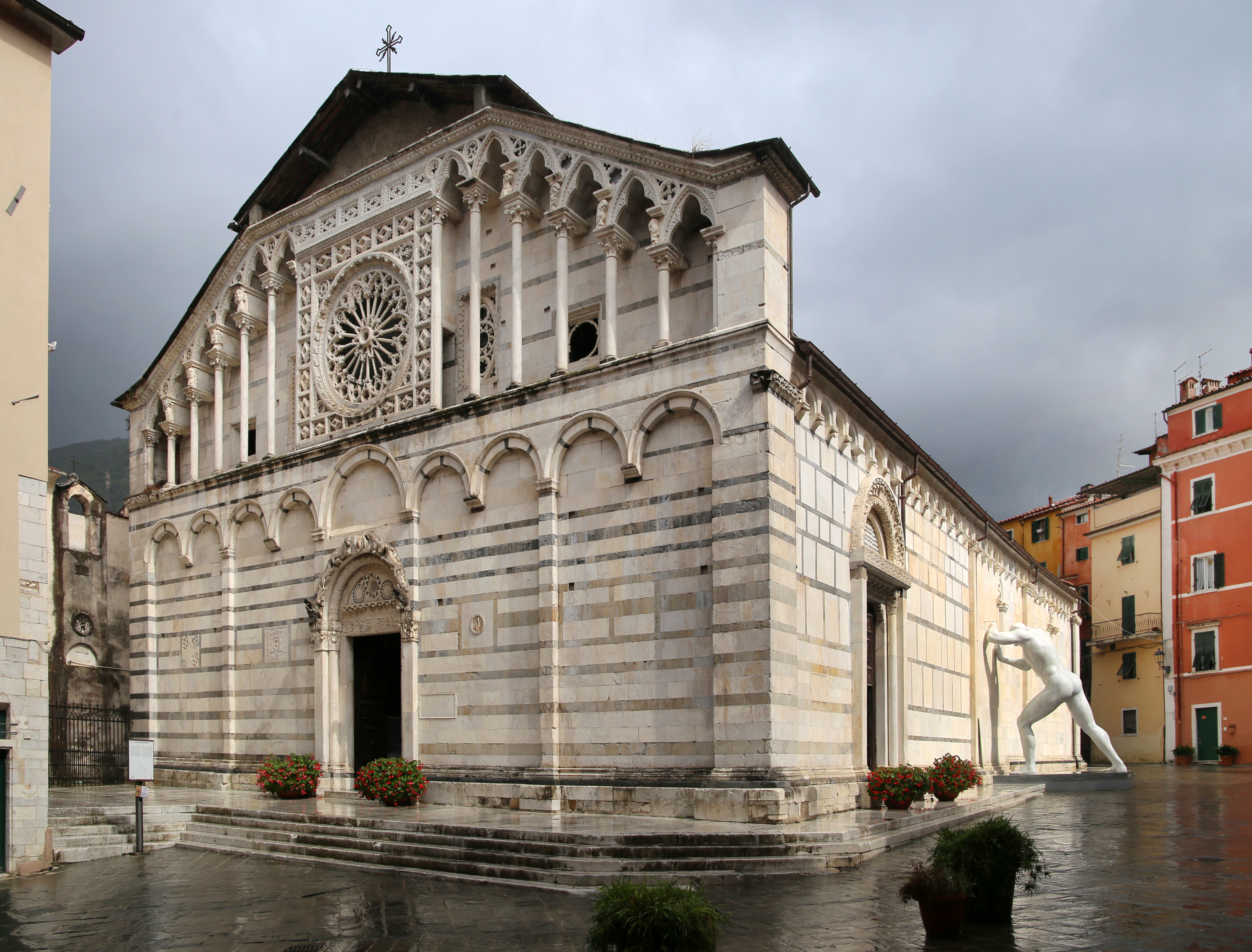
Catedrala din Carrara
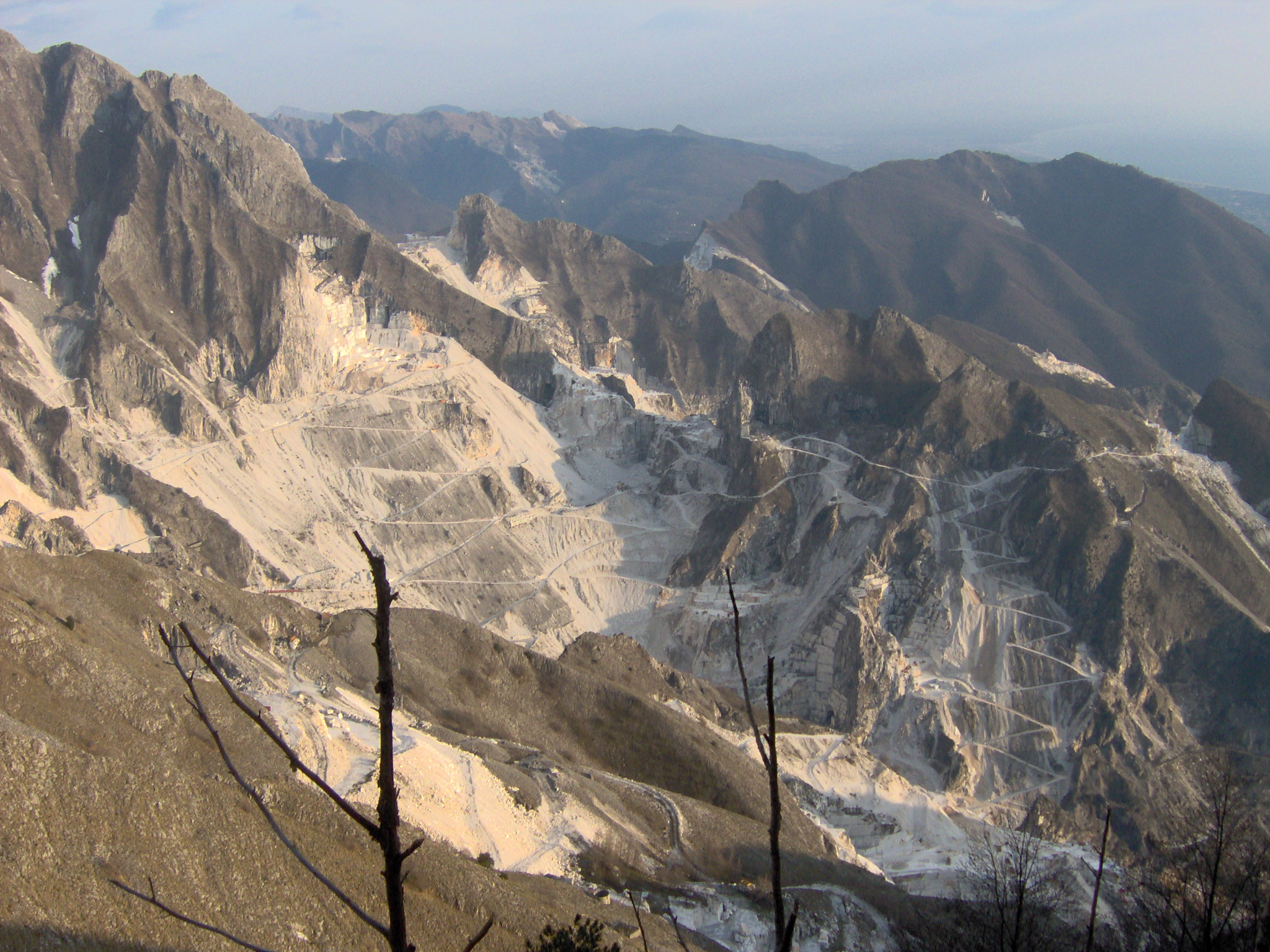
Carierele de marmură de la Carrara

1. ↑  Superficie di Comuni Province e Regioni italiane al 9 ottobre 2011 (în italiană), Istituto Nazionale di Statistica, accesat în 16 martie 2019